# أسامة حمدان
أسامة حمدان (من مواليد 1965) هو قيادي سياسي في حركة حماس، وعضو في المكتب السياسي للحركة، ومسؤول العلاقات الدولية فيها، وممثلها في لبنان.

## النشأة والتعليم
ولد عام 1965 في مخيم البريج في مدينة غزة لعائلة فلسطينية لجأت في حرب 1948 من البطاني الشرقي. أكمل دراسته الثانوية في الكويت في عام 1982، وحصل على شهادة البكالوريوس في الكيمياء عام 1986 في جامعة اليرموك في مدينة إربد بالأردن.

## النشاط السياسي
كان حمدان ناشطاً في الحركة الطلابية الإسلامية في الجامعة خلال 1982 - 1986، عاد إلى الكويت بعد تخرجه، وعمل في القطاع الصناعي. وسافر إلى إيران خلال الغزو العراقي للكويت عام 1990. انضم إلى حركة حماس وعمل في المكتب السياسي في طهران، ثم مساعدا لممثل حركة حماس عماد العلمي في الأعوام 1992- 1993، وأصبح الممثل الرسمي لحركة حماس في طهران في الأعوام 1994- 1998، ثم عين ممثلا للحركة في لبنان ومسؤولا عن العلاقات الخارجية لحركة حماس وما زال يشغل هذا المنصب حتى الآن. شارك في حوار القاهرة بين الفصائل الفلسطينية في عام 2004 وكان بمثابة الناطق الرسمي لحركة حماس في المحادثات.
شارك في معظم الاجتماعات الأخيرة للحوار بين حماس ومسؤولين أوروبيين، وهو عضو في المؤتمر القومي العربي والمؤتمر الإسلامي ومجلس أمناء مؤسسة القدس الدولية، ويشغل الآن رئيس المكتب السياسي لحركة حماس في لبنان.
يعتبر اليوم الناطق الرسمي باسم حركة حماس في معركة طوفان الأقصى.

## روابط خارجية
- لقاء مع ممثل حركة «حماس» في لبنان الأستاذ أسامة حمدان : حول اللقاء الأخير برئيس الحكومة اللبنانية، المركز الفلسطيني للإعلام، 2005 م
- [وصلة مكسورة]، نبذه عن حياه أسامة حمدان
- أسامة حمدان  على فيسبوك.

- برنامج ما وراء الخبر، قناة الجزيرة: تصريحات رئيس المكتب السياسي لحماس، 10 ديسمبر 2005
- برنامج مباشر، حماس والإدارة الأمريكية على يوتيوب، 22 مايو 2010